# Paramètre d'ordre
Un paramètre d'ordre est une quantité qui caractérise l'état d'un système physique au cours d'une transition de phase.
Dans la théorie de Landau des transitions de phase, la phase désordonnée est invariante par un groupe de transformation {\displaystyle G}, tandis que la phase ordonnée est seulement invariante sous l'action d'un sous-groupe {\displaystyle G'} du groupe {\displaystyle G}. Le paramètre d'ordre est une quantité invariante sous l'action du sous groupe {\displaystyle G'} mais pas du groupe {\displaystyle G} tout entier. La phase désordonnée étant invariante sous l'action du groupe {\displaystyle G} tout entier, le paramètre d'ordre doit nécessairement avoir une valeur nulle dans cette phase.
Lors d'une transition de phase (par exemple la transition liquide-solide), cette quantité passe d'une valeur nulle dans la phase désordonnée (ex : liquide) à une valeur non nulle dans la phase dite ordonnée (ex : solide).
Dans l'exemple de la transition liquide-solide, la phase liquide est invariante sous l'action du groupe des
isométries de l'espace euclidien, alors que la phase solide n'est invariante que sous l'action d'un des 230
groupes d'espace. Une propriété importante des transitions avec paramètre d'ordre, dans la théorie de Landau,
est que comme la symétrie est soit présente soit absente il n'est pas possible de passer continument de la
phase désordonnée à la phase ordonnée. En particulier, une ligne de transition solide-liquide ne peut pas
se terminer par un point critique.
Dans le cas d'une transition liquide-gaz, au contraire, la phase de haute température (le gaz) et la phase
de basse température (le liquide) possèdent toutes les deux l'invariance par le groupe des isométries. Strictement parlant, il n'existe donc pas de paramètre d'ordre pour la transition liquide-gaz. Du fait
de l'absence de brisure de symétrie dans la transition liquide-gaz, il est possible de passer continument
de l'un de ces états de la matière à l'autre. C'est pourquoi la ligne de transition liquide gaz se termine
par un point critique. Il est possible de passer continument de l'état liquide à l'état gazeux
par un chemin thermodynamique qui contourne ce point critique. On considère donc l'état gazeux et l'état
liquide du point de vue de la symétrie comme un même état de la matière, l'état fluide.
Toutefois, la transition liquide-gaz étant à suffisamment basse pression une transition du premier ordre,
la masse volumique du fluide varie de façon discontinue à travers le point de transition. On peut donc,
mathématiquement parlant, associer à cette transition de phase un paramètre d'ordre égal à la différence
entre la masse volumique du fluide et celle du gaz. Ce paramètre d'ordre est par définition nul dans le
gaz, non nul dans le liquide. Il est alors possible de développer une théorie de la transition liquide
gaz qui mathématiquement parlant est analogue à la théorie de la transition entre l'état ferromagnétique
et l'état paramagnétique dans un système uniaxe sous champ. C'est l'analogie bien connue entre le modèle
du gaz sur réseau et le modèle d'Ising. Pour le système magnétique, l'absence de différence de
symétrie entre la phase ferromagnétique et la phase paramagnétique vient de la présence d'un champ magnétique
qui crée une aimantation non nulle dans la phase paramagnétique.
Dans le cas de la supraconductivité ou de la superfluidité, les paramètres d'ordre correspondent
à des brisures de symétries internes (au lieu de symétries d'espace) telles que l'invariance de jauge {\displaystyle U(1)}.
Plus récemment, dans le cadre de la théorie de l'effet Hall quantique fractionnaire ou du gap de Haldane,
les physiciens ont été amenés à étendre la définition du paramètre d'ordre pour prendre en compte la brisure
de symétries non locales.

## Exemples de paramètres d’ordre
- Transition gaz/liquide : la masse volumique.
- Pour les cristaux liquides :
  - Transition nématique (d’un cristal liquide) / liquide isomorphe) : le directeur (ou le tenseur diélectrique) dont dépend l’ordre d’orientation.
  - Transition cholestérique/colonnaire (d’un cristal liquide lyotrope) : la concentration dans le solvant dont dépend l'ordre de position (avec un ordre d'orientation invariant).
  - Transition nématique/smectique (d’un cristal liquide thermotrope) : la température dont dépend l'ordre de position (avec un ordre d'orientation invariant).
- Transition ordre/désordre (par exemple dans un alliage solide) : la probabilité de présence sur un type de site cristallographique donné.
- Transition ferromagnétique/paramagnétique : l’aimantation.
- Transition conducteur/isolant (dans un semi-conducteur) : la charge électrique.
- Transition ferroélectrique/paraélectrique : le moment dipolaire.